# Lommatjärnen (Björketorps socken, Västergötland)
Lommatjärnen är en sjö i Härryda kommun i Västergötland och ingår i Rolfsåns huvudavrinningsområde.